# Goniohelia fossula
Goniohelia fossula là một loài bướm đêm trong họ Erebidae.